# Secret Weapon (album)
Secret Weapon è l'ottavo album in studio del gruppo musicale pop punk statunitense MxPx, pubblicato nel 2007. 

## Tracce
1. Secret Weapon (featuring Brian Baker dei Bad Religion) – 2:06
2. Shut It Down (featuring Tim Pagnotta dei Sugarcult) – 2:59
3. Here's to the Life – 2:57
4. Top of the Charts – 2:33
5. Punk Rawk Celebrity – 2:42
6. Contention – 1:16
7. Angels – 3:15
8. Drowning – 3:50
9. Chop Shop – 2:14
10. You're on Fire – 3:18
11. Bass So Low – 3:37
12. Sad Sad Song – 2:44
13. Never Better Than Now – 2:47
14. Biting the Bullet (Is Bad for Business) – 3:18
15. Not Nothing – 3:06
16. Tightly Wound / All About Nothing (traccia nascosta - featuring Benji Madden dei Good Charlotte) – 6:29

## Formazione
- Mike Herrera - voce e basso
- Tom Wisniewski - chitarra, cori
- Yuri Ruley - batteria